# Liparetrus opacus
Liparetrus opacus är en skalbaggsart som beskrevs av Britton 1980. Liparetrus opacus ingår i släktet Liparetrus och familjen Melolonthidae. Inga underarter finns listade i Catalogue of Life.